# Storia a bivi
La storia a bivi è una tipologia di storie a fumetti ideate a partire dal 1985 dallo sceneggiatore italiano Bruno Concina e pubblicate sul settimanale Topolino.

## Caratteristiche
Le storie a bivi vengono elaborate in maniera tale che il lettore si trovi spesso a dover compiere delle scelte al posto dei protagonisti (come se si trovasse di fronte a un bivio), a seguito delle quali la trama prenderà delle precise direzioni. L'espediente che sta alla base del formato è quello di far decidere al lettore, ad ogni bivio, a quale pagina della storia continuare la lettura. Quindi, a seconda di ciò che si decide, si arriva a uno solo dei diversi finali della storia.

## Storia editoriale

### Dagli anni ottanta al 2000
La prima storia a fumetti di questo tipo fu Topolino e il segreto del castello, pubblicata sul n. 1565 di Topolino nel 1985. Nonostante la somiglianza di tale genere con i librogame in auge negli anni ottanta, l'autore ha dichiarato di non essersi ispirato unicamente a pubblicazioni di tale genere (come la serie di volumi chiamati Scegli la tua avventura pubblicati dalla casa editrice Bantam Books e un volume della saga di Loup Ardent), ma di aver preso lo spunto anche dalle storie del gruppo di scrittori francesi OuLiPo. Concina aveva già scritto un romanzo con la tecnica dei bivi e dei finali multipli, che era rimasto inedito dal titolo Il segreto del castello, che, quando iniziò a lavorare per la Disney, traspose in fumetto, ma per semplificare la lettura, decise di ridurre i finali da 33 a 6. Nonostante il successo del genere, prima del 2000 solo un altro sceneggiatore della Disney oltre a Concina vi si dedicò, Alessandro Sisti, pubblicando comunque una sola storia a bivi con protagonista Topolino nel 1988. Diversamente i disegnatori furono numerosi a partire dal primo di essi, autore delle prime tre storie, Giorgio Cavazzano.

### Dopo il 2000
Dal 2000 si ebbe un aumento dell'interesse per questa tipologia di storie con nuovi autori che vi si dedicarono sempre più spesso. Nel 2005 la collana Tutto Disney pubblicò un volume chiamato Paperi in... gioco nel quale si raccolsero alcune delle storie a bivi ritenute le migliori tra quelle pubblicate fino ad allora.

## Elenco delle storie pubblicate suTopolino
| Titolo                                           | Data di pubblicazione | Pubblicata sul numero | Sceneggiatore    | Disegnatore                    |
| ------------------------------------------------ | --------------------- | --------------------- | ---------------- | ------------------------------ |
| Topolino e il segreto del castello               | 24 novembre 1985      | 1565                  | Bruno Concina    | Giorgio Cavazzano              |
| Paperino e gli incontri ravvicinati di 5 tipi    | 13 aprile 1986        | 1585                  | Bruno Concina    | Giorgio Cavazzano              |
| Zio Paperone e l'anfora enigmatica               | 10 agosto 1986        | 1602                  | Bruno Concina    | Giorgio Cavazzano              |
| Qui, Quo, Qua e le vacanze... a bivi             | 17 agosto 1986        | 1603                  | Bruno Concina    | Luciano Gatto                  |
| Pippo e Nocciola: sfida all'ultima magia         | 2 novembre 1986       | 1614                  | Bruno Concina    | Sergio Asteriti                |
| Topolino agente... immobiliare                   | 24 luglio 1988        | 1704                  | Bruno Concina    | Sergio Asteriti                |
| Topolino e i futuri futuribili                   | 25 settembre 1988     | 1713                  | Alessandro Sisti | Sergio Asteriti                |
| Topolino e Pippo eroi... del giorno prima        | 4 dicembre 1988       | 1723                  | Bruno Concina    | Luciano Gatto                  |
| Zio Paperone e Rockerduck e il tesoro in società | 16 luglio 1989        | 1755                  | Bruno Concina    | Comicup Studio                 |
| Paperinik e il mistero del tempio Azteco         | 24 giugno 1990        | 1804                  | Bruno Concina    | Maurizio Amendola              |
| Paperino e le quattro strade della fortuna       | 19 maggio 1991        | 1851                  | Bruno Concina    | Comicup Studio                 |
| Paperino e la città western                      | 14 luglio 1991        | 1859                  | Bruno Concina    | Giuseppe Dalla Santa           |
| Topolino e il mutevole uomo delle nevi           | 18 agosto 1991        | 1864                  | Bruno Concina    | Maurizio Amendola              |
| Zio Paperone, Brigitta e il tesoro... a bivi     | 21 marzo 1993         | 1947                  | Bruno Concina    | Roberto Santillo               |
| Topolino e il mostro del lago                    | 25 luglio 1993        | 1965                  | Bruno Concina    | Maurizio Amendola              |
| Archimede e Pico nemici provvisori               | 7 febbraio 1995       | 2045                  | Bruno Concina    | Roberto Marini                 |
| Paperino & Paperoga odissea... a bivi!           | 26 settembre 1995     | 2078                  | Bruno Concina    | Carlo Limido                   |
| Tutti insieme... a bivi                          | 12 dicembre 1995      | 2089                  | Bruno Concina    | Luciano Gatto                  |
| I Bassotti e i bivi del crimine                  | 4 febbraio 1997       | 2149                  | Bruno Concina    | Luciano Gatto                  |
| Paperino e l'invito... al risparmio              | 10 maggio 2005        | 2580                  | Stefano Ambrosio | Emilio Urbano                  |
| Gambadilegno, Macchia Nera e i bivi del crimine  | 21 gennaio 2014       | 3034                  | Marco Bosco      | Nicola Tosolini                |
| Paperino in i destini di un eroe                 | 29 aprile 2014        | 3048                  | Vito Stabile     | Stefano Intini                 |
| Paperino 6 unico!                                | 10 giugno 2014        | 3054                  | Marco Bosco      | Marco Gervasio, Stefano Intini |
| Paperino e i bivi a Berlino                      | 9 giugno 2015         | 3106                  | Marco Bosco      | Marco Mazzarello               |
| Rock Sassi e Manetta in: 2 poliziotti a... bivi  | 9 agosto 2016         | 3167                  | Marco Bosco      | Andrea Lucci                   |
| Paperino e il relax a bivi                       | 7 giugno 2017         | 3211                  | Marco Bosco      | Andrea Lucci                   |
| Topolino e il pupazzo perduto                    | 20 dicembre 2017      | 3239                  | Vito Stabile     | Marco Mazzarello               |

Inoltre, il 1 giugno 1996 è uscita la storia Paperinik e il nemico numero uno sulla rivista Disney Paperinik e altri supereroi n. 33, sceneggiata da Bruno Concina e disegnata da Giulio Chierchini.

## Diffusione all'estero
Oltre all'Italia, dove il genere apparve per la prima volta, anche in altri Paesi, Europei e non, sono comparse delle storie a fumetti ispirate a quelle di Concina. Anch'esse sono state pubblicate dalla Disney.
| Titolo originale                       | Titolo italiano (se tradotte)    | Paese di origine | Data di pubblicazione | Pubblicata sulla rivista                    | Sceneggiatore           | Disegnatore                                               |
| -------------------------------------- | -------------------------------- | ---------------- | --------------------- | ------------------------------------------- | ----------------------- | --------------------------------------------------------- |
| Taram et le marais des sortilèges      | -                                | Francia          | 25 febbraio 1986      | Le Journal de Mickey 1757                   | Michel Motti            | Michel Motti (matite), Claude Chebille (inchiostri)       |
| Taram et le cristal des Monts Perdus   | -                                | Francia          | 12 agosto 1986        | Le Journal de Mickey 1781                   | Michel Motti            | Michel Motti (matite), Claude Chebille (inchiostri)       |
| Carnaval Disney                        | -                                | Brasile          | Gennaio 1997          | Zé Carioca 2068                             | Arthur Faria Jr         | Aluir Amancio (matite), Jaime Podavin (inchiostri)        |
| "Can-Taminated"                        | -                                | Stati Uniti      | Novembre 2001         | Disney Adventures 11-09                     | Michael Stewart         | Al Bigley (matite), Jeff Albrecht, Jim Smash (inchiostri) |
| Treasure Planet "The Shape of Danger!" | -                                | Stati Uniti      | Dicembre 2002         | Disney Adventures 12-10                     | Michael Stewart         | Massimiliano Narciso                                      |
| The Treasure of Shipwreck Island!      | -                                | Stati Uniti      | 2005                  | Disney Adventures Comic Zone 05-1           | Michael Stewart         | Dustin Evans (matite), Mike DeCarlo (inchiostri)          |
| The Case of the Missing Mummy          | -                                | Stati Uniti      | 2007                  | Donald Duck The Case of the Missing Mummy 1 | Pat Block, Shelly Block | Pat Block, Shelly Block                                   |
| Master of Time                         | Paperinik e il salto nel passato | Danimarca        | 5 giugno 2019         | Jumbobog 479                                | Andreas Pihl            | Andrea Freccero                                           |